# Kalahandi (huyện)
Huyện Kalahandi là một huyện thuộc bang Odisha, Ấn Độ. Thủ phủ huyện Kalahandi đóng ở Bhawanipatna. Huyện Kalahandi có diện tích 8197 ki lô mét vuông. Đến thời điểm năm 2001, huyện Kalahandi có dân số 1334372 người.